# Феодал (роман)
«Феодал» — фантастический роман Александра Громова, вышедший отдельным изданием в 2005 году, и несколько раз переиздававшийся.
Удостоен награды «Золотой кадуцей» на фестивале фантастики «Звёздный мост» (2005); лауреат премии «Сигма-Ф» (крупная форма, 2006); награды «Золотой РОСКОН» (1 место, 2006); лауреат премии «Интерпресскон» (крупная форма, 2006), «Большая Филигрань» (2006) и второе место на конкурсе «Чаша Бастиона» (Басткон, 2006).

## Содержание
Мир романа — так называемая Плоскость — пустыня, в которую попадают люди с Земли. В этом мире неопределённая продолжительность суток, мало воды, распределённой по небольшим оазисам, а пустынные пространства изобилуют гравитационными и иными аномалиями, в которых можно насмерть замёрзнуть, сгореть, задохнуться, утонуть или попросту кануть в никуда. Законы природы постоянно нарушают сами себя. Выживание обычных людей на Плоскости зависит от феодалов — опытных и наблюдательных людей, которые умеют прокладывать маршруты между оазисами и аномалиями, интуитивно и по опыту чувствуют их. Они же умеют пользоваться особыми аномалиями — «спальнями», в которых материализуются сны, поставляя предметы быта и орудия труда, — это заменяет на Плоскости производство. «Выспанные» вещи недолговечны и требуют постоянной замены. Феодалы же встречают новичков и помогают им осесть в оазисах. Описание мира составляет самостоятельную повесть «Защита и опора», вошедшую в роман в качестве первой части.
Главный герой — феодал Фома — научился ремеслу выживания у своего предшественника-бушмена, «который не понимал, как можно умереть в пустыне от жажды». Фома вот уже семь лет изо дня в день рискует и работает на износ, не получая даже благодарностей от спасённых. Его подопечные и соседи — самые разные люди, по-разному воспринявшие свой рок. Восточный человек Юсуф смирился и даже научился выращивать чай и лёгкий наркотик. Агрессивный бизнесмен погиб в аномалии, а его сын Борис, хотя и не смирился, стал достойным учеником Фомы. Постепенно в Фоме растёт желание узнать, кто таков Экспериментатор, который создал столь жестокий мир. Фома и его недавно попавшая на Плоскость спутница Оксана отправляются в длинный путь по оазисам, где встречают двойника Фомы, построившего тоталитарное государство, и знакомятся с самыми разными способами встроиться в бредовую реальность. В финале им удаётся «выйти за горизонт», убить двойника, и вернуться в свой родной мир.

## Критическое восприятие
Рядовые читатели и профессиональные критики восприняли роман неоднозначно. Отмечались параллели с картинами реальности романов Стругацких «Пикник на обочине» и «Мира Реки» Хосе Фармера, а также некоторые переклички с мотивами повести «Вычислитель» самого Громова (спор с Экспериментатором). Оксана Опанасенко сводила замысел романа к ряду вопросов:

Хоть условия и не похожи на земные, проблемы и отношения узнаваемы. Стоит ли ежедневно рисковать и работать на износ, зная, что не получишь взамен даже благодарности, если можно вести спокойную, безопасную, пусть и скучноватую жизнь? Оправданы ли жертвы во имя светлого будущего, или лучше сохранить гуманное отношение к доверившимся тебе людям? Можно ли принимать решения за ближнего своего, если не уверен, будет ли твое решение оптимальным для него? Стоят ли поиски смысла жизни — самой жизни?
Критик Василий Владимирский в своей рецензии двойственно отнёсся к роману. С одной стороны, он оценивает книгу как не слишком характерную для стилистики и поэтики А. Громова, поскольку, относясь по ряду жанровых признаков к социальной фантастике и романам-катастрофам, выносит на первый план судьбу не человечества целиком, а конкретного человека. По мнению В. Владимирского, автор осознавал, что «научная фантастика всегда была богоборческой литературой», и обрисованная им картина реальности буквально принуждает героев и читателя возненавидеть Экспериментатора. Однако недостатком литературной конструкции названа нарочитая заданность конфликта, поскольку герой так ничего и не узнал ни о целях Эксперимента, ни о личности демиурга. Упрямый Фома не меняется внутренне по ходу своего странствия, в отличие от персонажей «Града обреченного» Стругацких, к которому в романе немало прямых отсылок.
Писатель Сергей Лукьяненко, напротив, вписал роман в контекст всего творчества А. Громова. Громов является несомненным последователем Стругацких, что одновременно «и лестно, и обидно». С одой стороны, он пишет в жанре социальной фантастики с элементами «твёрдой» НФ, с другой — посыл и фантастическая идея произведений Громова самостоятельны и не копировали Стругацких. В этом плане «Феодала» можно рассматривать как написанного «словно бы в пику тем, кто относится к автору лишь как к последователю Стругацких». Лукьяненко нашёл в тексте две совершенно чёткие и откровенные отсылки к Стругацким: экспериментальный замкнутый мир-пустыня («Град обреченный»), наполненный опасностями и ловушками («Пикник на обочине»). Использование принципов построения фантастического мира совершенно сознательно и призвано вовлечь читателя в дискуссию. Сергей Лукьяненко дословно воспринял название романа как отсылку к теории смены исторических формаций. «Негостеприимный мир, куда безжалостная сила выбрасывает совершенно случайных людей, оказывается лучше всего приспособлен к существованию феодального строя. Феодал в данном случае не угнетатель — он и проводник, умеющий выживать в пустыне, и спасатель, ищущий людей и разводящий их по редким оазисам, и судья, и снабженец, умеющий материализовывать свои сны в необходимые людям вещи. И защитник, конечно же — в первую очередь, от соседей-феодалов». Коллизия, описанная в первой части, призвана показать, что в сложившихся условиях феодализм более морален, чем монархия, которую установил двойник главного героя. Однако во второй части Фома ужаснулся тому, что тираническая монархия, жертвуя винтиками-людьми, позволяет эффективнее бороться с чудовищным миром: «расширять оазисы, бороться с ловушками, преобразовывать природу». Более того, сделавшись частью целого, люди не просто выживают, медленно сходя с ума от одиночества и однообразия жизни. Однако в этом месте, по мнению С. Лукьяненко, автор не справился с сюжетом: основная идея повествования закончилась, а до развязки ещё далеко. «Автор остался один на один с героем, который проиграл идейный поединок со своим двойником. Возвращаться к феодальному существованию невозможно. Бороться с монархией мало того, что невозможно, ещё и бессмысленно — монархия доказала своё право на существование». В этой ситуации главный герой принимается за богоборчество. При всей нелогичности направления действия, Громову не отказывает чувство стиля, он правдоподобно и лирично выписывает любовную линию, характеры его персонажей, даже эпизодических, интересны и многогранны. Весьма интересны и социальные конструкты, особенно монастырь, «экономика которого зиждется на кошках и воробьях». Однако из-за отказа автора от главного: противостояния феодала и централизованной власти, последняя треть романа полностью лишилась интриги.

## Издания
- Александр Громов. Защита и опора: повесть // Если. — 2004. — № 11 (ноябрь). — С. 181—268.
- Громов А. Феодал : [фантаст. повесть]. — М. : Эксмо, 2005. — 410 с. — (Русская фантастика). — ISBN 5-699-12414-4.
- Громов А. Феодал: роман / Художественное оформление и иллюстрации С. Кулинич. — Харьков : Инвестор, 2006. — 360 с. — (Звёздный мост). — ISBN 966-837-108-9.
- Громов А. Феодал : роман. — М. : Эксмо, 2008. — 441 с. — (Стальная Крыса). — ISBN 978-5-699-25176-6.
- Громов A. Феодал (роман) // Феодал. Запретный мир / Иллюстрация на обложке С. Атрошенко. — М. : Эксмо, 2008. — С. 5—348. — 704 с. — (Русские звёзды). — ISBN 978-5-699-26174-1.
- Громов А. Феодал : [роман]. — М. : Вече, 2017. — 380 с. — (Новая библиотека приключений и научной фантастики). — ISBN 978-5-4444-3181-8.

## Рецензии
- Лукьяненко С. Историю не остановить! [рецензия на роман А. Громова «Феодал»] // Если. — 2005. — № 9. — С. 275—277.
- Шорин Д. Рец. на кн.: [Громов А. Феодал. — М.: Эксмо, 2005] // Шалтай-Болтай. — 2006. — № 3. — С. 162—163.